# درآمد قبل از بهره، مالیات و استهلاک
درآمد قبل از بهره، مالیات و استهلاک، (به انگلیسی: earnings before interest, taxes, depreciation, and amortization) علامت اختصاری آن EBITDA می‌باشد و با اضافه کردن مجدد استهلاک به سود عملیاتی، محاسبه و جهت تحلیل سودآوری عملیاتی یک شرکت به کار می‌رود.
می‌توان از EBITDA در تحلیل سودآوری شرکت‌ها و صنایع استفاده کرد، زیرا اثرات تصمیم‌های تأمین مالی و حسابداری را حذف نموده و قادر است مقایسه نسبتاً هم‌سانی را فراهم آورد. برای مثال، EBITDA برحسب درصدی از فروش (هرچه نسبت بزرگتر باشد، سودآوری نیز بیشتر خواهد بود)، جهت یافتن شرکت‌هایی که بالاترین کارآیی را در یک صنعت دارند به کار می‌رود، زیرا اثر تأمین مالی پروژه‌های سرمایه‌ای بزرگ و استهلاک را حذف می‌کند، در نتیجه می‌توان از آن در مقایسه روند سودآوری استفاده کرد، برای مثال مقایسه روند سودآوری صنایع سنگین با صنایع دارای تکنولوژی پیشرفته. (نکته قابل توجه اینکه اگر سرقفلی را حذف نماییم، درآمد عملیاتی به EBITDA نزدیکتر می‌شود، ولی EBITDA همچنان به عنوان معیار بهتر سنجش سود عملیاتی فعالیت اصلی شرکت باقی می‌ماند.)
درآمد قبل از بهره، مالیات و استهلاک، شاخص خوبی برای برآورد سودآوری است، اما برای جریان نقدی این قابلیت را نداشته و اغلب به اشتباه، جهت برآورد جریان نقدی استفاده می‌شود. بدلیل محاسبات ساده‌تر، EBITDA اغلب به‌عنوان یک راهنما در بررسی عملکرد شرکت‌ها و مباحث مربوط به آن استفاده می‌شود، این موضوع به دلیل آنکه توانایی‌های یک بنگاه اقتصادی در تولید نقدینگی را به درستی منعکس نمی‌کند، توانایی‌های بالقوه یک شرکت در سرمایه‌گذاری را نشان نخواهد داد. روش درآمد قبل از بهره، مالیات و استهلاک از اصول حسابداری پذیرفته همگانی بشمار نمی‌آید.